# Podocarpus elatus
Podocarpus elatus är en barrträdart som beskrevs av Robert Brown och Stephan Ladislaus Endlicher. Podocarpus elatus ingår i släktet Podocarpus och familjen Podocarpaceae. IUCN kategoriserar arten globalt som livskraftig. Inga underarter finns listade i Catalogue of Life.

## Bildgalleri

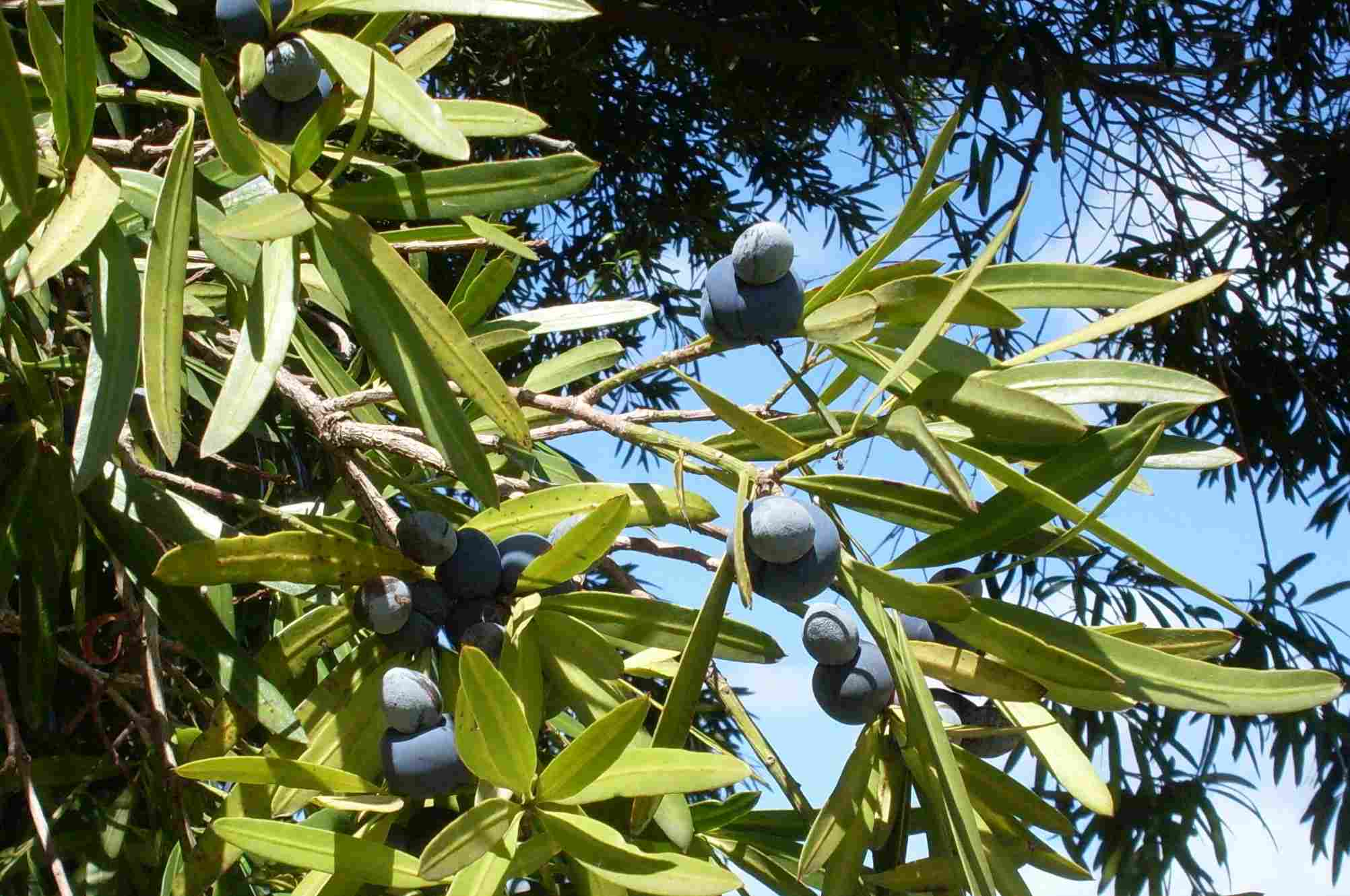
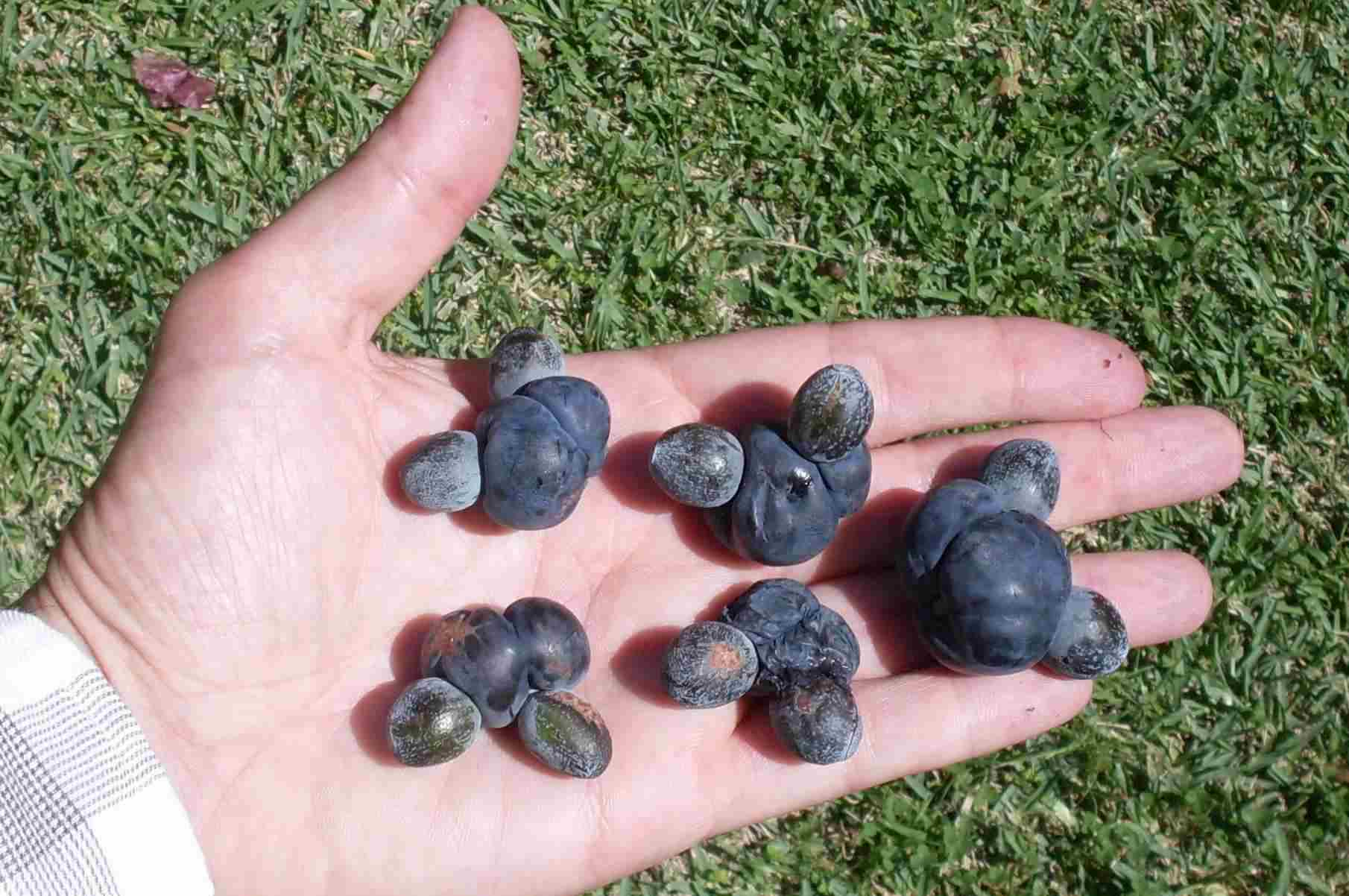
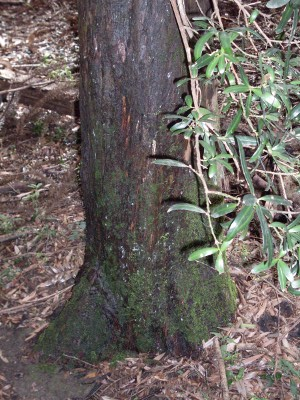
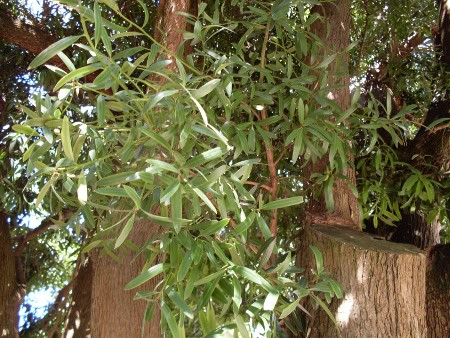
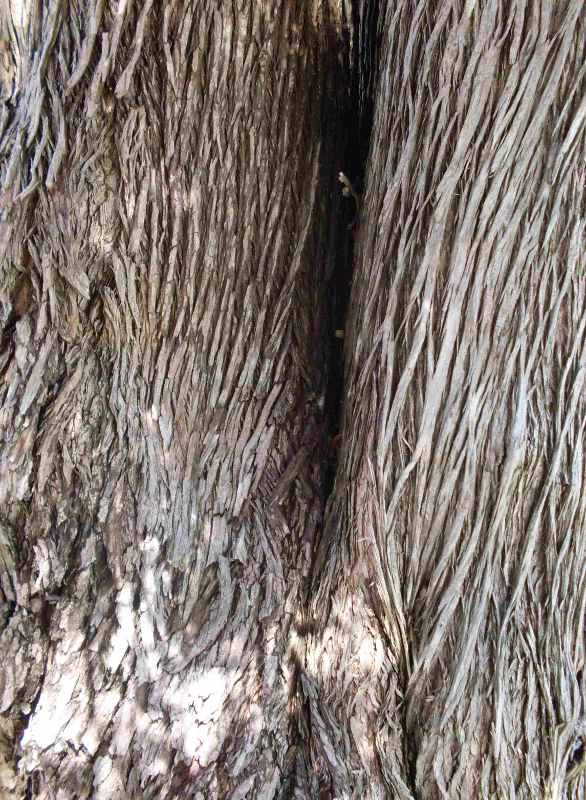
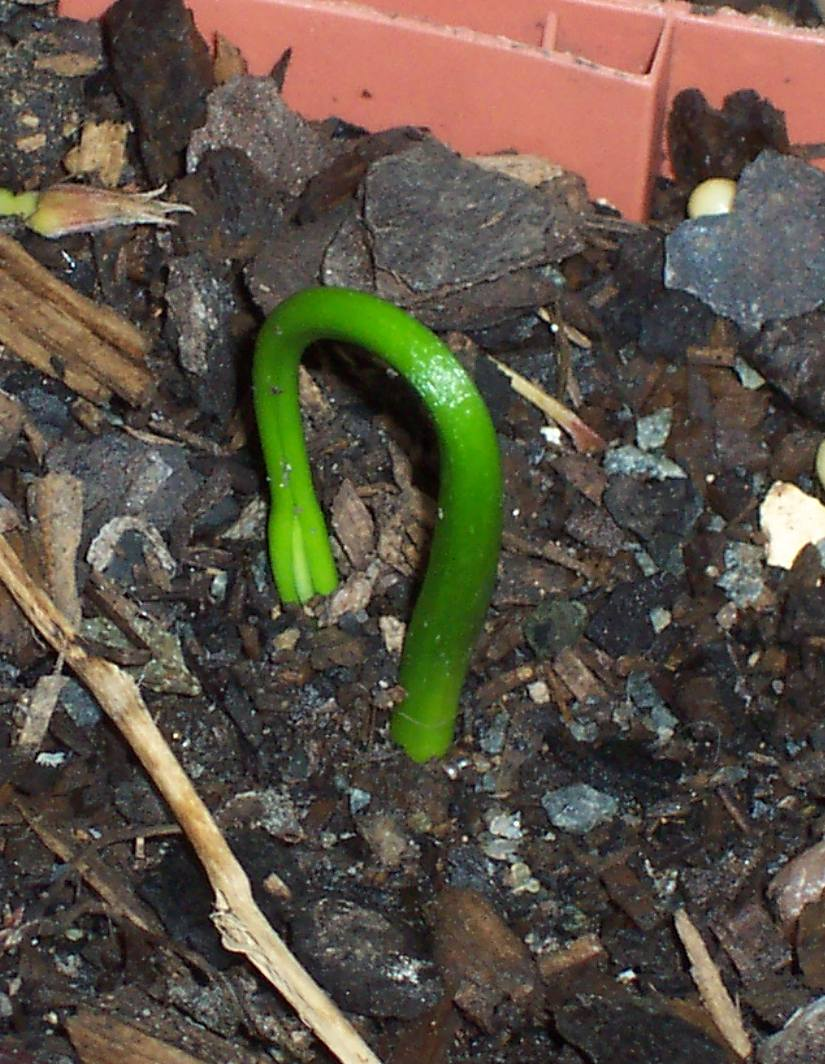